# Nazionale maschile di pallanuoto dell'Italia
La nazionale di pallanuoto maschile dell'Italia è la squadra di pallanuoto che rappresenta l'Italia nelle competizioni internazionali; è posta sotto la giurisdizione della Federazione Italiana Nuoto. È una delle nazionali più titolate al mondo avendo vinto, in almeno un'occasione, i cinque titoli internazionali più importanti: Giochi olimpici (1948, 1960, 1992), Mondiali (1978, 1994, 2011, 2019), Europei (1947, 1993, 1995), Coppa del Mondo (1993) e World League (2022).
È conosciuta con il celebre soprannome di Settebello, utilizzato per la prima volta nel 1948 ai Giochi olimpici di Londra dal radiocronista Nicolò Carosio. All'epoca Settebello era il soprannome della squadra della Rari Nantes Napoli, poiché i giocatori di questa passavano il tempo durante le trasferte giocando a scopa; durante la manifestazione olimpica, in un'intervista, Gildo Arena, Pasquale Buonocore ed Emilio Bulgarelli dissero a Carosio «Noi siamo quelli del Settebello, alla radio ci chiami così»: da allora quello rimase il soprannome della nazionale di pallanuoto azzurra.

## Storia

### Anni 1920-1938: il debutto e le prime competizioni internazionali

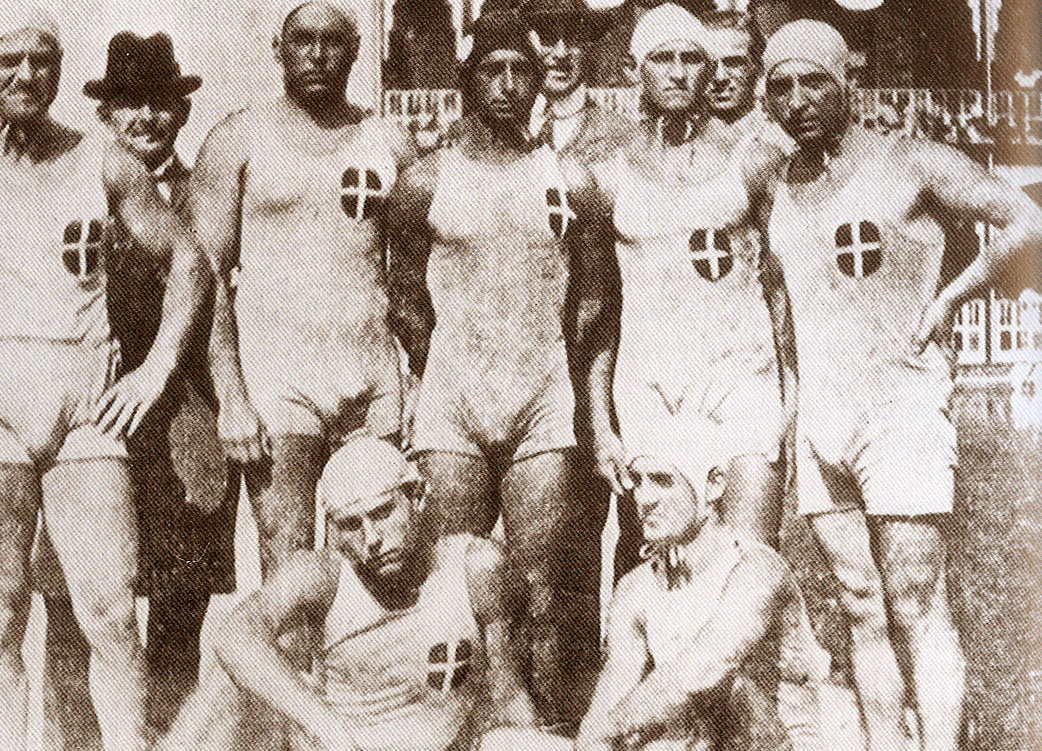
La Nazionale italiana ai Giochi olimpici di Anversa.

La nazionale azzurra fa il suo esordio internazionale ai disastrosi Giochi olimpici di Anversa nel 1920. La rappresentativa azzurra convocata per la trasferta in Belgio, infatti, non è sicuramente all'altezza delle altre squadre del torneo. La prima partita, valida per gli ottavi di finale, è disputata contro la Spagna. Al termine dei tempi regolamentari la partita è ancora sul risultato di 1-1. Nei tempi supplementari, però, i giocatori dell'Italia non vogliono scendere in campo a causa dell'acqua ghiacciata, la cui temperatura è di 15°C. In acqua entrano solamente Amilcare Beretta, Mario Boero e Ercole Boero, mentre il resto della squadra entra solamente nel secondo tempo supplementare. La partita termina con un ulteriore goal da parte degli spagnoli. Persa la prima partita, l'Italia prende parte al torneo per la medaglia di bronzo, dove è travolta dalla Grecia per 5-1 e conclude così l'avventura olimpica.
Quattro anni dopo, nel 1924, ai Giochi olimpici di Parigi l'Italia è nuovamente travolta. Nella capitale francese incassa sette goal dalla Nazionale svedese, venendo nuovamente eliminata agli ottavi. Fallimentare anche la prima esperienza agli Europei, nel 1927, dove la Nazionale azzurra si piazza al 12º posto. Dopo questa ennesima delusione, però, la Nazionale inizia un periodo di crescita, ottenendo prima il 9º posto agli Europei di Magdeburgo del 1934, e poi il 5º posto a quelli di Londra del 1938.

### Anni 1947-1959: i primi titoli internazionali

#### 1947-1948: il primo oro europeo e il primo titolo olimpico
Nel 1947 arriva il primo podio, dopo l'interruzione della seconda guerra mondiale, agli Europei di Monaco, quando l'Italia conquista l'oro, dominando il torneo e mantenendo per tutte e cinque le partite del torneo la propria imbattibilità. Nel 1948 il Settebello (soprannome che la nazionale azzurra acquista proprio in quest'anno), detentrice del titolo europeo, prende parte ai Giochi olimpici di Londra. Dopo aver passato il primo turno travolgendo l'Australia 9-0 e pareggiando con la Jugoslavia 4-4, accede al secondo turno dove vince di misura con l'Ungheria, campioni in carica da due edizioni. Nel girone del terzo turno, valido come semifinale, vince contro Francia (5-2) e Egitto (5-1). Nel girone finale si laurea per la prima volta campione olimpico, seguito da Ungheria e Paesi Bassi. Da allora non mancherà mai la partecipazione olimpica.

#### 1950-1959: la caduta e il successivo riscatto
Nel 1950 l'Italia campione d'Europa affronta gli Europei di Vienna a girone unico, dove si deve misurare con altre sei forze europee. Pur imponendosi nettamente su Francia e Svizzera, gli azzurri si devono arrendere alla superiorità dell'Olanda, imbattuta nel torneo, della Svezia e della Jugoslavia, dovendosi accontentare del quarto posto. 

1950: il CT Mario Majoni prepara la rappresentativa azzurra per gli Europei di Vienna

Nel 1952 l'Italia si riscatta ai Giochi olimpici di Helsinki dove nel girone finale si guadagna la medaglia di bronzo, non riuscendo comunque ancora a contrastare la potenza di Ungheria e Jugoslavia. Un altro bronzo arriva agli Europei del 1954, giocati in casa a Torino. Il podio è il medesimo dell'ultima manifestazione olimpica: gli imbattibili Ungheresi e gli Jugoslavi si piazzano sui primi due gradini del podio. L'anno successivo gli azzurri fanno il loro esordio ai Giochi del Mediterraneo, vincendo subito l'oro davanti a Francia e Spagna. Nel 1956 un 4º posto ai Giochi olimpici e nel 1958 4º posto agli Europei. Il decennio si conclude con l'argento ai Giochi del Mediterraneo del 1959.

1954, Torino: sono premiate le squadre vincitrici. Sul podio István Szívós a rappresentare l'Ungheria, Zdravko-Ćiro Kovačić per la Jugoslavia e Cesare Rubini per l'Italia

### Anni 1960-1970: dal secondo oro olimpico al primo titolo mondiale

#### Anni 1960: il secondo oro olimpico e i podi sfiorati
Nel 1960 il nuovo decennio si apre con uno dei più memorabili trionfi della squadra azzurra. Infatti rimane nella storia della pallanuoto italiana la vittoria dell'oro olimpico ai Giochi olimpici di Roma. Davanti al pubblico di casa la Nazionale passa imbattuta sia la prima che la seconda fase del torneo. Nel girone finale si trova contro le più forti squadre del Mondo. Sconfigge la temuta Jugoslavia e l'Unione Sovietica. L'ultima partita la gioca contro l'Ungheria. Questa finisce in pareggio (3-3), ma concede all'Italia la vittoria matematica del titolo. I giocatori al termine della partita si buttano festanti in acqua per lo storico risultato. Successivamente avvengono le premiazioni, dove l'Italia, capitanata da Salvatore Gionta, viene seguita da Unione Sovietica e Ungheria.

Il Settebello ai Giochi olimpici di Roma 1960

Il Settebello viene premiato dopo aver vinto il girone finale ai Giochi di

Per il resto degli anni sessanta la squadra sfiora soltanto il podio: ai Giochi olimpici si piazza al 4º posto sia nel 1964 che nel 1968, edizioni nelle quali tornano ad imporsi le superpotenze ungheresi e jugoslave, e l'Unione Sovietica che dopo l'argento di Roma nel 1960 continua a collezionare podi. Agli Europei 1962 la nazionale ottiene un 8º posto, che diventa 4° nell'edizione successiva. Le uniche soddisfazioni sono portate dai Giochi del Mediterraneo, dove gli azzurri conquistano il secondo oro nel 1963 e l'argento nel 1967.

#### Anni 1970: piazzamenti in successione e il primo titolo mondiale
Nel 1970 l'Italia ottiene l'ennesimo 4º posto agli Europei, il secondo consecutivo. Davanti agli azzurri, sul podio, sempre Unione Sovietica, Ungheria e Jugoslavia. Nel 1971 vince per la seconda volta consecutiva l'argento ai Giochi del Mediterraneo. 

1971, San Candido: la Nazionale azzurra e il CT Mario Majoni sulle montagne di San Candido, in provincia di Bolzano

Nel 1972, ai Giochi olimpici di Monaco di Baviera, ottiene solamente un 6º posto, il terzo peggior risultato ai Giochi Olimpici della nazionale, dopo le disastrose avventure del 1920 e del 1924. Nel 1973 la Fédération Internationale de Natation organizza per la prima volta una rassegna mondiale dedicata agli sport acquatici, i Campionati mondiali di nuoto, all'interno dei quali trova spazio il primo Campionato mondiale di pallanuoto (FINA World Water Polo Championships). L'Italia prende parte a questa prima edizione, che ha come sede Belgrado, e non va oltre il 4º posto. Nel 1974 agli Europei di Vienna ottiene il 5º posto, arrivando dietro a Ungheria, Unione Sovietica, Jugoslavia e Paesi Bassi. Ai Mondiali del 1975 si piazza sul podio vincendo la medaglia di bronzo, approfittando dell'eliminazione della Jugoslavia nella fase preliminare della competizione, e nello stesso anno vince anche la terza medaglia d'oro ai Giochi del Mediterraneo del 1975.
Nel 1976 la Nazionale riscatta la deludente prestazioni di quattro anni prima e vince l'argento ai Giochi di Montréal. Nel 1977 agli Europei di Jönköping, con Gianni De Magistris capocannoniere della rassegna, conquista il terzo posto del podio, riuscendo a mettersi alle spalle nel girone unico l'Unione Sovietica per un solo punto. Nel 1978 gli azzurri conquistano il loro primo, storico, oro iridato ai Mondiali di Berlino Ovest, imponendosi, anche questa volta con un solo punto di scarto, sulle eterne rivali europee. Nel 1979 la FINA inaugura una nuova competizione denominata Coppa del Mondo dove l'Italia è ammessa insieme alle altre sette squadre arrivate ai quarti del Mondiale precedente. Ma la Nazionale azzurra non riesce a bissare il successo e si piazza al 6º posto. Nello stesso anno vince l'argento ai Giochi del Mediterraneo.

### Anni 1980: l'argento mondiale e i bronzi europei
La nazionale ottiene, nel 1983, la medaglia di bronzo ai Giochi del Mediterraneo e alla Coppa del Mondo. Partecipa agli Europei del 1985, dove arriva al quarto posto, mentre l'anno dopo ottiene l'argento ai mondiali. Ai successivi Europei conquista il bronzo, mentre vince la quarta medaglia d'oro ai Giochi del Mediterraneo. La nazionale conferma il bronzo agli Europei del 1989.

### Anni 1990: i successi dell'era Rudić

#### 1991-1995: titoli europei, mondiali, olimpici e la vittoria della Coppa del Mondo
Negli anni novanta il mito del Settebello raggiunge l'apice: la nazionale vince per la quinta volta la medaglia d'oro ai Giochi del Mediterraneo, la seconda consecutiva. La nazionale, allenata da Ratko Rudić, riesce a conquistare il Grande Slam iniziato con l'oro ai Giochi olimpici di Barcellona nel 1992. Il cammino dell'Italia passa per tre vittorie (contro Paesi Bassi, Cuba e Grecia) e due pareggi (con Ungheria e Spagna) nel girone preliminare; in semifinale supera la Squadra Unificata per 9-8 e in finale ritrova i padroni di casa della Spagna, che batte 9-8 con gol decisivo al terzo supplementare di Ferdinando Gandolfi.
A questo successo fa seguito un "filotto" di vittorie: l'anno successivo il Settebello conquista la sua unica Coppa del Mondo. Pochi mesi dopo arrivano l'oro agli europei di Sheffield e il sesto oro ai Giochi del Mediterraneo, il terzo consecutivo. Nel 1994 arrivano l'oro nel mondiale di casa a Roma e l'anno dopo il terzo titolo europeo a Vienna 1995, bissando il successo di due anni prima.

#### 1995-1999: l'argento in Coppa del Mondo e il bronzo olimpico ed europeo
Il Settebello conquista l'argento alla Coppa del Mondo 1995, battuto solo dall'Ungheria. La nazionale partecipa ai Giochi olimpici di Atlanta nel 1996, dove coglie il bronzo. La nazionale partecipa ai Giochi del Mediterraneo 1997, dove arriva incredibilmente al 4º posto, non conquistando così una medaglia per la prima volta dall'edizione del 1955. Agli europei del 1997, a Siviglia, è eliminata ai quarti dell'Ungheria, poi vincitrice della competizione, e ai mondiali di Perth 1998 non si qualifica per la fase a eliminazione diretta, restando tagliata fuori dalla lotta per il podio. Si riscatta in parte arrivando terza agli europei del 1999, disputatisi a Firenze, e conquistando l'argento alla Coppa del Mondo 1999.

### Anni 2000: un continuo alternarsi di allenatori
I Giochi olimpici di Sydney segnano il capolinea della carriera di Rudić in azzurro: l'Italia esce ai quarti di finale con l'Ungheria e nel dopo gara si scatena una rissa in acqua a cui seguono pesanti dichiarazioni del tecnico nei confronti dell'arbitraggio. La FINA infligge un anno di squalifica a Rudić, quattro giornate a Roberto Calcaterra, due al fratello Alessandro e una ad Attolico. La rissa costa l'esonero a Rudić. È così promosso allenatore il secondo di Rudić, Sandro Campagna, che l'anno successivo porta il Settebello al secondo posto agli europei ungheresi e al quarto posto ai mondiali di Fukuoka.
Nel 2002 la Federnuoto affida la guida della nazionale a Paolo De Crescenzo che, nel 2003, dopo un deludente europeo chiuso in nona posizione, coglie un inaspettato secondo posto ai mondiali di Barcellona.
Dopo l'ottava piazza ai Giochi di Atene De Crescenzo si dimette e al suo posto arriva Pierluigi Formiconi, reduce da una lunga serie di successi alla guida della nazionale femminile culminata con l'oro olimpico. L'Italia ottiene l'argento ai Giochi del Mediterraneo, sconfitta in finale dalla Spagna. Ai successivi mondiali di Montréal 2005 l'Italia esce ai quarti contro la Grecia e si ferma all'ottavo posto. Formiconi viene esonerato e il suo incarico è affidato a Paolo Malara.
Malara debutta nelle qualificazioni agli Europei 2006, nei quali l'Italia si piazza al quinto posto, dopo esser stata eliminata nei quarti dalla modesta Romania. Il Settebello arriva quinto anche l'anno successivo ai mondiali di Melbourne, mentre ai Giochi di Pechino 2008 non va oltre il nono posto, consolandosi con il titolo di capocannoniere conquistato da Alessandro Calcaterra.

#### 2008: il Campagna-bis e il disastroso mondiale 2009
Nel 2008 la Federnuoto richiama alla guida della nazionale Sandro Campagna. Dopo un quinto posto in World League, gli azzurri chiudono i Mondiali di Roma 2009, con un disastroso 11º posto, peggior piazzamento dell'Italia ad un campionato mondiale; dopo la sconfitta ai Play-off contro la Serbia Alessandro Calcaterra, dopo 460 presenze, annuncia l'addio alla nazionale.

### Anni 2010: il terzo e il quarto titolo mondiale

#### 2010-2012: l'argento europeo, il terzo titolo mondiale e l'argento olimpico

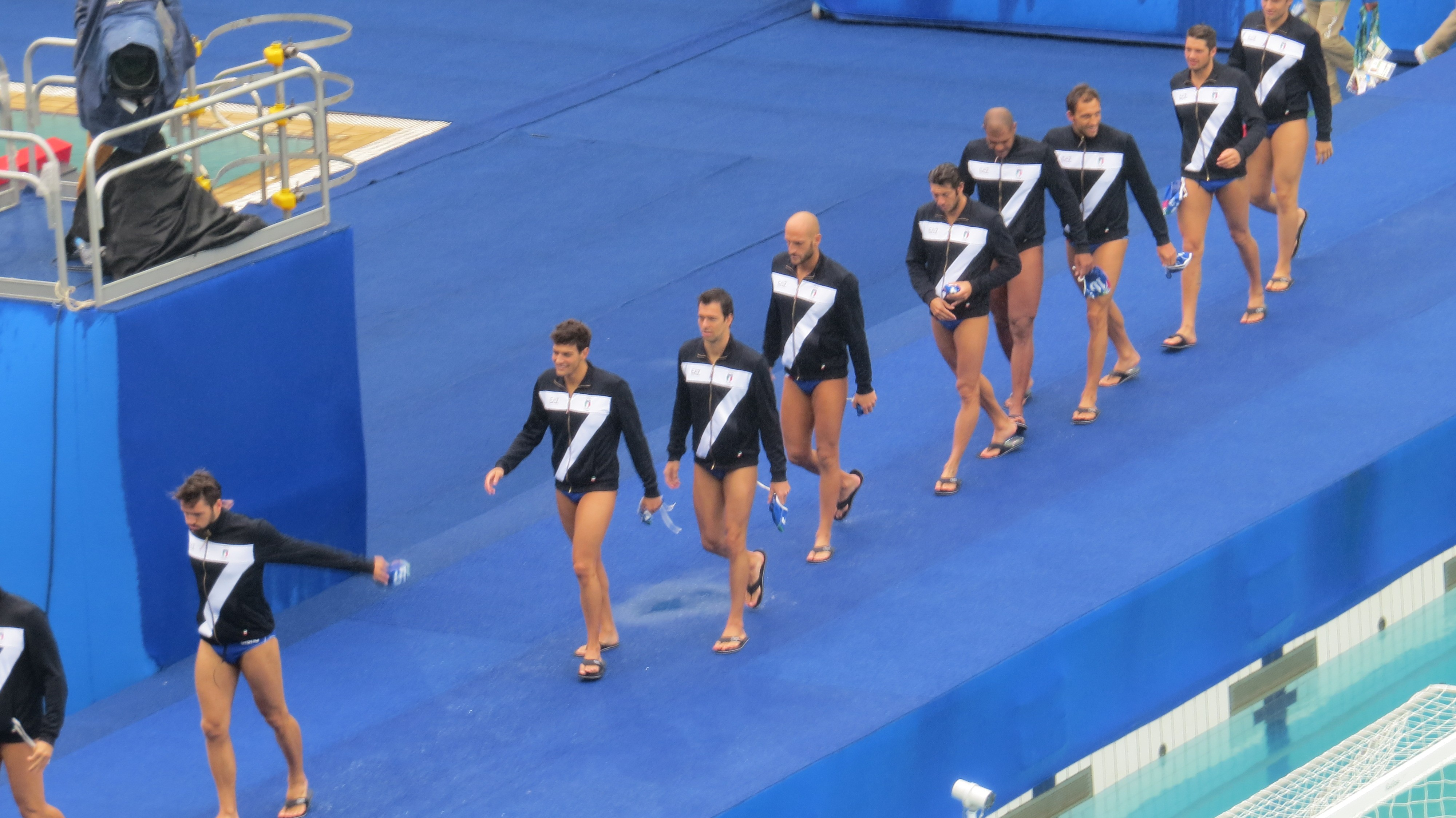
Il Settebello medaglia di bronzo ai Giochi di

Nel 2010 Campagna rivoluziona la nazionale convocando numerosi giovani. Dopo aver fallito la qualificazione alle finali di World League, a luglio l'Italia si impone nel torneo amichevole otto nazioni e a settembre, agli Europei 2010 di Zagabria, torna sul podio continentale a nove anni di distanza, conquistando l'argento dopo aver perso in finale con i padroni di casa della Croazia, allenati da Ratko Rudić.
Nel 2011 il Settebello partecipa alle finali di World League a Firenze, dove coglie il suo secondo argento nella competizione, battuta in finale dalla Serbia per 9-8. Ad un mese di distanza, le due nazionali si incontrano nuovamente nella finale dei campionati del mondo a Shanghai, ma questa volta sono gli azzurri ad avere la meglio e diventano campioni del mondo per la terza volta, superando i serbi per 7-8 dopo i supplementari. Il capitano Stefano Tempesti viene eletto miglior portiere e miglior giocatore del mondiale.
Il 2012 si apre con gli Europei di Eindhoven: l'Italia, priva di Tempesti, infortunato, cede in semifinale alla Serbia e nella finale per il bronzo all'Ungheria, giungendo al quarto posto. A febbraio, battendo la Russia, il Settebello si qualifica in anticipo per le finali della World League.
Il 18 aprile la formazione campione del mondo (Aicardi, D.Fiorentini, Gallo, Pérez, Deserti, Presciutti, Felugo, Figlioli, Figari, Giorgetti, Gitto, Pastorino e Tempesti) è stata premiata dal presidente del Consiglio Mario Monti con il prestigioso Collare d'Oro, mentre il CT Campagna è stato insignito della Palma d'Oro.
A giugno, nella Super final di World League, l'Italia perde ai rigori in semifinale con la Spagna ma conquista il bronzo sconfiggendo gli Stati Uniti nella finale per il terzo posto. A luglio l'Italia si porta a casa un bronzo nel torneo amichevole otto nazioni, per poi guadagnare la medaglia d'argento ai Giochi di Londra 2012, dopo la finale persa per 8-6 contro la Croazia.

#### 2014-2019: il bronzo europeo ed olimpico e il quarto titolo mondiale
L'Italia di Sandro Campagna conquista il bronzo agli Europei 2014 e alle Giochi olimpici di Rio 2016. L'Italia vince la medaglia d'argento alla World League 2017, battuta solo dalla Serbia. L'Italia di Sandro Campagna è di nuovo campione del mondo ai mondiali coreani del 2019. Il Settebello vince l'oro – il quarto della storia – battendo la Spagna per 10-5 in una finale dominata. A Gwangju gli azzurri - che schiera 3 reduci dell'oro del 2011 a Shanghai: Figlioli, Figari e Aicardi - sono riusciti a contenere il superattacco iberico (90 reti nel torneo, quaranta in più dell'Italia) e imposto le proprie capacità difensive. Il Settebello che raccoglie tutte queste medaglie è chiamato «Settebello dei record».

### Anni 2020: due argenti mondiali e il primo oro in World League
Il Settebello partecipa a Tokyo 2020, dove debutta contro il Sudafrica vincendo per 21-2. Pareggia contro la Grecia, vince di misura contro gli Stati Uniti, batte il Giappone e pareggia contro l'Ungheria, chiudendo il girone al secondo posto. La nazionale è sconfitta ai quarti dalla Serbia. Perde anche contro gli Stati Uniti e vince ai rigori la sfida col Montenegro, chiudendo l'Olimpiade al 7º posto. La spedizione olimpica è considerata una delusione.
Il 3 luglio 2022 la nazionale ottiene la medaglia d'argento contro la Spagna ai Mondiali, dove perde in finale ai rigori (15-14), dopo un sudato (rimontato da un 9-6) 9 a 9. Pochi giorni dopo, il 27 luglio, vince per la prima volta la World League battendo gli USA. La nazionale si piazza al quarto posto al termine degli Europei, sconfitta nella finalina dalla Spagna.
L'anno successivo sono sempre gli iberici a sconfiggere per 10-4 la compagine azzurra nella finale della Coppa del Mondo. La nazionale partecipa inoltre ai mondiali di nuoto di Fukuoka, dove debutta vincendo contro la Francia, contro il Canada e contro la Cina, chiudendo il girone al primo posto e andando direttamente ai quarti, dove è sconfitta ai tiri di rigore dalla Serbia.
Il 2024 si apre con la partecipazione agli Europei, dove l'Italia riesce ad ottenere la medaglia di bronzo tornando così sul podio a distanza di dieci anni.  Ai mondiali di Doha, invece, dopo aver eliminato Stati Uniti, Grecia e Spagna la formazione di Campagna cede in finale ai tiri di rigore contro la Croazia.
A Parigi 2024 il Settebello debutta con una vittoria contro gli Stati Uniti, vince ancora contro Croazia, Montenegro e Romania, ma successivamente perde contro la Grecia, chiudendo il girone al 2º posto. Incontra l'Ungheria ai quarti, dalla quale è eliminata ai rigori in una partita caratterizzata da scelte controverse operate dagli arbitri Veselin Miskovic e Adrian Alexandrescu, in seguito sospesi. La squadra italiana annuncia il ricorso anche al TAS per ripetere la partita, che però viene respinto. Ciononostante per la FINA la partita è stata "completamente stravolta dalla decisione arbitrale", ed in occasione della partita contro la Spagna il Settebello protesta dando le spalle agli arbitri, richiamando Condemi in panchina subito dopo aver vinto il primo scatto e giocando con un uomo in meno per i primi 4'. Dopo aver perso la semifinale per il quinto posto contro gli iberici conclude il torneo al 7º posto, battendo l'Australia per 10-6. In seguito alle proteste successive all'eliminazione contro l'Ungheria, il 17 ottobre 2024 l'Aquatic Sports Integrity Unit decreta la sospensione della nazionale italiana da tutte le competizioni per sei mesi.
Il Settebello debutta ai mondiali di nuoto 2025 con una vittoria contro la Romania. Vince ai rigori contro la Serbia, qualificandosi così ai quarti e chiudendo il girone da imbattuto, battendo anche il Sudafrica, ma ai quarti viene eliminato dalla Grecia. Chiuderà la competizione al 7° posto.

## Record individuali

### Numero di presenze
|   |                       |        | Presenze |
| - | --------------------- | ------ | -------- |
| 1 | Carlo Silipo          | [ 88 ] | 482      |
| 2 | Alessandro Calcaterra | [ 89 ] | 460      |
| 3 | Mario Fiorillo        | [ 90 ] | 444      |
| 4 | Roberto Calcaterra    | [ 90 ] | 431      |
| 5 | Francesco Attolico    | [ 91 ] | 421      |
| 6 | Alberto Angelini      | [ 92 ] | 416      |
| 7 | Amedeo Pomilio        | [ 93 ] | 414      |
| 8 | Francesco Postiglione |        | 409      |
| 9 | Sandro Campagna       | [ 90 ] | 408      |

### Altri record
- Giocatore più giovane ai Giochi olimpici: Luigi Mannelli (17 anni e 281 giorni)
- Giocatore più anziano ai Giochi olimpici: Mario Majoni (38 anni e 63 giorni)
- Giocatore vincitore di più medaglie ai Giochi olimpici: Francesco Attolico, Alessandro Bovo, Amedeo Pomilio, Carlo Silipo, Cesare Rubini, Ermenegildo Arena, Salvatore Gionta, Geminio Ognio (2)
- Giocatore con più partecipazioni ai Giochi olimpici: Gianni De Magistris, Stefano Tempesti (5)

## Palmarès
- Torneo Olimpico: 3

1948, 1960, 1992
- Campionati mondiali: 4 (record condiviso con l'Ungheria)

1978, 1994, 2011, 2019
- Campionato europeo: 3

1947, 1993, 1995
- Coppa del Mondo: 1

1993
- World League: 1

2022
- Giochi del Mediterraneo: 6

1955, 1963, 1975, 1987, 1991, 1993

### Competizioni giovanili
- Universiadi: 6

1987, 1997, 2001, 2019, 2023, 2025
- Campionato mondiale U20: 3

1993, 1999, 2013
- Campionato mondiale U18: 1

2012
- Campionato europeo U19: 4

1976, 1982, 1984, 2012
- Campionato europeo U17: 2

2010, 2019
- Campionato europeo U16: 1

2025

## Commissari tecnici
|                     |                 | Periodo   |
| ------------------- | --------------- | --------- |
| Ercole Boero        | [ 95 ]          | 1924      |
| Giuseppe Valle      | [ 96 ] [ 97 ]   | 1947-1948 |
| Mario Majoni        | [ 98 ]          | 1950-1956 |
| Andrés Zólyomy      | [ 99 ]          | 1956-1964 |
| Mario Majoni        | [ 98 ]          | 1964-1972 |
| Gianni Lonzi        | [ 100 ] [ 101 ] | 1973-1982 |
| Fritz Dennerlein    | [ 102 ]         | 1983-1990 |
| Ratko Rudić         | [ 103 ]         | 1991-2000 |
| Sandro Campagna     | [ 104 ]         | 2000-2002 |
| Paolo De Crescenzo  | [ 105 ]         | 2003-2004 |
| Pierluigi Formiconi | [ 106 ]         | 2004-2005 |
| Paolo Malara        | [ 107 ]         | 2005-2008 |
| Sandro Campagna     | [ 94 ]          | 2008-     |

## Partecipazioni

### Massime Competizioni
Giochi olimpici
- 1920 Ottavi di finale
- 1924 Ottavi di finale
- 1948  Oro
- 1952  Bronzo
- 1956 4º
- 1960  Oro
- 1964 4º
- 1968 4º
- 1972 6º
- 1976  Argento
- 1980 8º
- 1984 7º
- 1988 7º
- 1992  Oro
- 1996  Bronzo
- 2000 5º
- 2004 8º
- 2008 9º
- 2012  Argento
- 2016  Bronzo
- 2020 7º
- 2024 7º

Mondiali
- 1973 4º
- 1975  Bronzo
- 1978  Oro
- 1982 9º
- 1986  Argento
- 1991 6º
- 1994  Oro
- 1998 5º
- 2001 4º
- 2003  Argento
- 2005 8º
- 2007 5º
- 2009 11º
- 2011  Oro
- 2013 4º
- 2015 4º
- 2017 6º
- 2019  Oro
- 2022  Argento
- 2023 5º
- 2024  Argento
- 2025 7º

Europei
- 1927 12º
- 1934 9º
- 1938 5º
- 1947  Oro
- 1950 4º
- 1954  Bronzo
- 1958 4º
- 1962 8º
- 1966 4º
- 1970 4º
- 1974 5º
- 1977  Bronzo
- 1981 5º
- 1983 7º
- 1985 4º
- 1987  Bronzo
- 1989  Bronzo
- 1991 4º
- 1993  Oro
- 1995  Oro
- 1997 6º
- 1999  Bronzo
- 2001  Argento
- 2003 9º
- 2006 5º
- 2008 5º
- 2010  Argento
- 2012 4º
- 2014  Bronzo
- 2016 6º
- 2018 4º
- 2020 6º
- 2022 4º
- 2024  Bronzo

### Altre
Coppa del Mondo
- 1979 6º
- 1983  Bronzo
- 1985 5º
- 1987 5º
- 1989  Argento
- 1993  Oro
- 1995  Argento
- 1997 5º
- 1999  Argento
- 2002 4º
- 2006 5º
- 2023  Argento

World League
- 2003  Argento
- 2004 4º
- 2008 7º
- 2009 5º
- 2011  Argento
- 2012  Bronzo
- 2015 7º
- 2016 4º
- 2017  Argento
- 2021 4º
- 2022  Oro

Giochi del Mediterraneo
- 1955  Oro
- 1959  Argento
- 1963  Oro
- 1967  Argento
- 1971  Argento
- 1975  Oro
- 1979  Argento
- 1983  Bronzo
- 1987  Oro
- 1991  Oro
- 1993  Oro
- 1997 4º
- 2001  Argento
- 2005  Argento
- 2009  Bronzo
- 2013 4º
- 2018 5º
- 2022 4º

## Le rose

### Olimpiadi
Giochi olimpici - Anversa 1920Bafico, Beretta, E. Boero, M. Boero, Burlando, Cabella, Luè, Lungavia, Olivari, Vassallo, CT: -
Giochi olimpici - Parigi 1924Ambrosini, Andreancich, Balla, Benvenuto, Berruti, Cazzaniga, De Luca, Dellacasa, A. Gavoglio, E. Gavoglio, Valle, CT: Ercole Boero
Giochi olimpici - Londra 1948Arena, Bulgarelli, Buonocore, Ghira, Majoni, Ognio, G. Pandolfini, T. Pandolfini, Rubini, Fabiano, Toribolo, CT: Giuseppe Valle
Giochi olimpici - Helsinki 1952Arena, Ceccarini, De Sanzuane, Gambino, Gionta, Mannelli, Ognio, Peretti, Rubini, Traiola, Polito, CT: Mario Majoni
Giochi olimpici - Melbourne 1956Antonelli, Buonocore, Cavazzoni, D'Achille, D'Altrui, Dennerlein, Mannelli, Marciani, Parmegiani, Pucci, Rubini, CT: Andrés Zólyomy
Giochi olimpici - Roma 1960Ambron, Bardi, D'Altrui, Gionta, Lavoratori, Lonzi, Mannelli, Pizzo, Parmegiani, Rossi, Spinelli, Guerrini, CT: Andrés Zólyomy
Giochi olimpici - Tokyo 1964Bardi, Cevasco, D'Altrui, Dennerlein, Guerrini, Lavoratori, Lonzi, Merello, Parmegiani, Pizzo, Rossi, Spinola, CT: Andrés Zólyomy
Giochi olimpici - Città del Messico 1968Alberani, Barlocco, Cevasco, De Magistris, Ferrando, Ghibellini, Guerrini, Lavoratori, Lonzi, Merello, Pizzo, CT: Mario Majoni
Giochi olimpici - Monaco 1972Alberani, Baracchini, Cevasco, De Magistris, Ghibellini, Lavoratori, Lignano, G. Marsili, S. Marsili, Pizzo, Simeoni, CT: Mario Majoni
Giochi olimpici - Montréal 1976Alberani, Baracchini, Castagnola, D'Angelo, G. De Magistris, R. De Magistris, Del Duca, Ghibellini, Marsili, Panerai, Simeoni, CT: Gianni Lonzi
Giochi olimpici - Mosca 19801 Alberani, 2 Simeoni, 3 Misaggi, 4 Marsili, 5 Fondelli, 6 De Magistris, 7 Steardo, 8 Ragosa, 9 Collina, 10 D'Angelo, 11 Panerai, CT: Gianni Lonzi
Giochi olimpici - Los Angeles 19841 Gandolfi, 2 Misaggi, 3 Pisano, 4 Steardo, 5 Fiorillo, 6 De Magistris, 7 Galli, 8 D'Altrui, 9 Baldineti, 10 D'Angelo, 11 Collina, 12 Postiglione, 13 Panerai, CT: Fritz Dennerlein
Giochi olimpici - Seul 19881 Trapanese, 2 Misaggi, 3 Pisano, 4 Steardo, 5 Campagna, 6 Caldarella, 7 Fiorillo, 8 Porzio, 9 Postiglione, 10 Tempestini, 11 Ferretti, 12 D'Altrui, 13 Averaimo, CT: Fritz Dennerlein
Giochi olimpici - Barcellona 19921 Attolico, 2 D'Altrui, 3 Bovo, 4 G. Porzio, 5 Campagna, 6 Caldarella, 7 Fiorillo, 8 F. Porzio, 9 Pomilio, 10 Gandolfi, 11 Ferretti, 12 Silipo, 13 Averaimo, CT: Ratko Rudić
Giochi olimpici - Atlanta 19961 Attolico, 2 Postiglione, 3 Bovo, 4 Bencivenga, 5 A. Calcaterra, 6 R. Calcaterra, 7 Giustolisi, 8 Angelini, 9 Pomilio, 10 Gerini, 11 Sottani, 12 Silipo, 13 Ghibellini, CT: Ratko Rudić
Giochi olimpici - Sydney 20001 Attolico, 2 Postiglione, 3 Binchi, 4 Bencivenga, 5 Tempesti, 6 R. Calcaterra, 7 Vittorioso, 8 Angelini, 9 Pomilio, 10 A. Calcaterra, 11 Sottani, 12 Silipo, 13 Ghibellini, CT: Ratko Rudić
Giochi olimpici - Atene 20041 Tempesti, 2 Postiglione, 3 Binchi, 4 Buonocore, 5 Gerini, 6 R. Calcaterra, 7 Fiorentini, 8 Angelini, 9 Felugo, 10 A. Calcaterra, 11 Rath, 12 Silipo, 13 Bencivenga, CT: Paolo De Crescenzo
Giochi olimpici - Pechino 20081 Tempesti, 2 Di Costanzo, 3 Binchi, 4 Buonocore, 5 Gallo, 6 Felugo, 7 Mangiante, 8 Angelini, 9 Bencivenga, 10 Calcaterra, 11 Sottani, 12 Mistrangelo, 13 Violetti, CT: Paolo Malara
Giochi olimpici - Londra 20121 Tempesti, 2 Pérez, 3 Gitto, 4 Figlioli, 5 Giorgetti, 6 Felugo, 7 Giacoppo, 8 Gallo, 9 Presciutti, 10 Fiorentini, 11 Aicardi, 12 Premuš, 13 Pastorino, CT: Sandro Campagna
Giochi olimpici - Rio de Janeiro 20161 Tempesti, 2 Di Fulvio, 3 Gitto, 4 Figlioli, 5 Fondelli, 6 Velotto, 7 Nora, 8 Gallo, 9 N. Presciutti, 10 Bodegas, 11 Aicardi, 12 C. Presciutti, 13 Del Lungo, CT: Sandro Campagna
Giochi olimpici - Tokyo 20201 Del Lungo, 2 Di Fulvio, 3 Luongo, 4 Figlioli, 5 Presciutti, 6 Velotto, 7 Renzuto Iodice, 8 Echenique, 9 Figari, 10 Bodegas, 11 Aicardi, 12 Dolce, 13 Nicosia, CT: Sandro Campagna
Giochi olimpici - Parigi 20241 Del Lungo, 2 Di Fulvio, 3 Velotto, 4 Gianazza, 5 Fondelli, 6 Condemi, 7 Renzuto Iodice, 8 Echenique, 9 Presciutti, 10 Bruni, 11 Di Somma, 12 Iocchi Gratta, 13 Nicosia, CT: Sandro Campagna

### Mondiali
Campionato mondiale - Belgrado 1973Alberani, Aversa, Baracchini, D'Angelo, De Magistris, Formiconi, Ghibellini, S. Marsili, M. Marsili, Scotti Galletta, Simeoni, CT: Gianni Lonzi
Campionato mondiale - Cali 1975Alberani, Baracchini, L. Castagnola, R. Castagnola, D'Angelo, De Magistris, Del Duca, Ghibellini, Marsili, Scotti Galletta, Simeoni, CT: Gianni Lonzi
Campionato mondiale - Berlino Ovest 1978Alberani, Baracchini, Collina, De Magistris, Fondelli, Galli, Ghibellini, Marsili, Ragosa, Scotti Galletta, Simeoni, CT: Gianni Lonzi
Campionato mondiale - Guayaquil 19821 Panerai, 2 Misaggi, 3 Pisano, 4 Steardo, 5 Campagna, 6 Fondelli, 7 Fiorillo, 8 Baldineti, 9 Galli, 10 Ragosa, 11 Postiglione, 12 Del Gaudio, 13 Gandolfi, CT: Gianni Lonzi
Campionato mondiale - Madrid 19861 Trapanese, 2 Misaggi, 3 Pisano, 4 Steardo, 5 Campagna, 6 Caldarella, 7 Fiorillo, 8 Porzio, 9 Postiglione, 10 Tempestini, 11 Ferretti, 12 D'Altrui, 13 Averaimo, CT: Fritz Dennerlein
Campionato mondiale - Perth 19911 Attolico, 2 Gandolfi, 3 Pisano, 4 Porzio, 5 Campagna, 6 Caldarella, 7 Fiorillo, 8 Ciocchetti, 9 Pomilio, 10 Tempestini, 11 Ferretti, 12 Silipo, 13 Trapanese, CT: Ratko Rudić
Campionato mondiale - Roma 19941 Attolico, 2 D'Altrui, 3 Bovo, 4 G. Porzio, 5 Campagna, 6 Calcaterra, 7 Fiorillo, 8 F. Porzio, 9 Pomilio, 10 Gandolfi, 11 Ferretti, 12 Silipo, 13 Averaimo, CT: Ratko Rudić
Campionato mondiale - Perth 19981 Attolico, 2 Postiglione, 3 Bovo, 4 Bencivenga, 5 Calcaterra, 6 Giustolisi, 7 Angelini, 8 Pomilio, 9 Vittorioso, 10 Sottani, 11 Silipo, 12 Ghibellini, 13 Gerini, CT: Ratko Rudić
Campionato mondiale - Fukuoka 20011 Tempesti, 2 Postiglione, 3 Binchi, 4 Buonocore, 5 Rath, 6 R. Calcaterra, 7 Mistrangelo, 8 Angelini, 9 Felugo, 10 A. Calcaterra, 11 Di Costanzo, 12 Silipo, 13 Violetti, CT: Sandro Campagna
Campionato mondiale - Barcellona 20031 Gerini, 2 Postiglione, 3 Mangiante, 4 Buonocore, 5 Rath, 6 R. Calcaterra, 7 Tempesti, 8 Angelini, 9 Felugo, 10 A. Calcaterra, 11 Fiorentini, 12 Silipo, 13 Bencivenga, CT: Paolo De Crescenzo
Campionato mondiale - Montréal 20051 Violetti, 2 Postiglione, 3 Binchi, 4 Buonocore, 5 Ferrari, 6 Felugo, 7 Vittorioso, 8 Angelini, 9 Di Costanzo, 10 Calcaterra, 11 Rath, 12 Mangiante, 13 Bencivenga, CT: Pierluigi Formiconi
Campionato mondiale - Melbourne 20071 Tempesti, 2 Postiglione, 3 Giorgetti, 4 Buonocore, 5 Scotti Galletta, 6 Felugo, 7 Mistrangelo, 8 Rizzo, 9 Bencivenga, 10 Calcaterra, 11 Di Costanzo, 12 Fiorentini, 13 Violetti, CT: Paolo Malara
Campionato mondiale - Roma 20091 Tempesti, 2 Mistrangelo, 3 Giorgetti, 4 Buonocore, 5 Gallo, 6 Felugo, 7 Mangiante, 8 Rizzo, 9 Figari, 10 Calcaterra, 11 Aicardi, 12 Fiorentini, 13 Negri, CT: Sandro Campagna
Campionato mondiale - Shanghai 20111 Tempesti, 2 Pérez, 3 Gitto, 4 Figlioli, 5 Giorgetti, 6 Felugo, 7 Figari, 8 Gallo, 9 Presciutti, 10 Fiorentini, 11 Aicardi, 12 Deserti, 13 Pastorino, CT: Sandro Campagna
Campionato mondiale - Barcellona 20131 Tempesti, 2 Pérez, 3 Gitto, 4 Figlioli, 5 Giorgetti, 6 Felugo, 7 Figari, 8 Gallo, 9 Presciutti, 10 Fiorentini, 11 Aicardi, 12 Napolitano, 13 Del Lungo, CT: Sandro Campagna
Campionato mondiale - Kazan' 20151 Tempesti, 2 Di Fulvio, 3 Velotto, 4 Figlioli, 5 Giorgetti, 6 Fondelli, 7 Giacoppo, 8 Presciutti, 9 Gitto, 10 Luongo, 11 Aicardi, 12 Baraldi, 13 Del Lungo, CT: Sandro Campagna
Campionato mondiale - Budapest 20171 Tempesti, 2 Di Fulvio, 3 Gitto, 4 Figlioli, 5 Presciutti, 6 Mirarchi, 7 Nora, 8 Fondelli, 9 Renzuto Iodice, 10 Bodegas, 11 Aicardi, 12 Bertoli, 13 Volarević, CT: Sandro Campagna
Campionato mondiale - Gwangju 20191 Del Lungo, 2 Di Fulvio, 3 Luongo, 4 Figlioli, 5 Di Somma, 6 Velotto, 7 Renzuto Iodice, 8 Echenique, 9 Figari, 10 Bodegas, 11 Aicardi, 12 Dolce, 13 Nicosia, CT: Sandro Campagna
Campionato mondiale - Budapest 20221 Del Lungo, 2 Di Fulvio, 3 Damonte, 4 Iocchi Gratta, 5 Fondelli, 6 Cannella, 7 Marziali, 8 Echenique, 9 Presciutti, 10 Bruni, 11 Di Somma, 12 Dolce, 13 Nicosia, CT: Sandro Campagna
Campionato mondiale - Fukuoka 20231 Del Lungo, 2 Di Fulvio, 3 Velotto, 4 Marziali, 5 Fondelli, 6 Cannella, 7 Renzuto Iodice, 8 Echenique, 9 Presciutti, 10 Bruni, 11 Di Somma, 12 Dolce, 13 Nicosia, 14 Damonte, 15 Condemi, CT: Sandro Campagna
Campionato mondiale - Doha 20241 Del Lungo, 2 Di Fulvio, 3 Velotto, 4 Marziali, 5 Fondelli, 6 Cannella, 7 Renzuto Iodice, 8 Echenique, 9 Presciutti, 10 Bruni, 11 Di Somma, 12 Iocchi Gratta, 13 Nicosia, 14 Damonte, 15 Condemi, CT: Sandro Campagna
Campionato mondiale - Singapore 20251 Nicosia, 2 Di Fulvio, 3 Damonte, 4 Cannella, 5 Ferrero, 6 Gianazza, 7 Iocchi Gratta, 8 Condemi, 9 Presciutti, 10 Bruni, 11 Di Somma, 12 Velotto, 13 Baggi Necchi, 14 Cassia, 15 Del Basso, CT: Sandro Campagna

### Europei
Campionato europeo - Monte Carlo 1947Arena, Bulgarelli, Buonocore, Ghira, Majoni, Ognio, G. Pandolfini, T. Pandolfini, L. Raspini, U. Raspini, Rubini, CT: Giuseppe Valle

### Giochi del Mediterraneo
Giochi del Mediterraneo - Pescara 2009Aicardi, Buonocore, A. Calcaterra, Felugo, Figari, Fiorentini, Gallo, Giorgetti, Mangiante, Mistrangelo, Negri, Rizzo, Tempesti, CT: Sandro Campagna

## Rosa attuale
Lista dei convocati per il mondiale 2025.
| N° | Nome                 | Ruolo | Data di nascita   | Squadra     |
| -- | -------------------- | ----- | ----------------- | ----------- |
|    | Gianmarco Nicosia    | P     | 12 febbraio 1998  | Savona      |
|    | Francesco Di Fulvio  | A     | 15 agosto 1993    | Pro Recco   |
|    | Luca Damonte         | A     | 3 aprile 1992     | Savona      |
|    | Giacomo Cannella     | A     | 12 febbraio 1997  | Pro Recco   |
|    | Filippo Ferrero      | A     | 31 luglio 2002    | AN Brescia  |
|    | Tommaso Gianazza     | CB    | 21 luglio 2002    | AN Brescia  |
|    | Matteo Iocchi Gratta | A     | 1º settembre 2002 | Pro Recco   |
|    | Francesco Condemi    | CV    | 23 dicembre 2003  | Pro Recco   |
|    | Nicholas Presciutti  | D     | 14 dicembre 1993  | Pro Recco   |
|    | Lorenzo Bruni        | CB    | 8 aprile 1994     | Savona      |
|    | Edoardo Di Somma     | D     | 30 settembre 1996 | Ferencváros |
|    | Alessandro Velotto   | D     | 12 febbraio 1995  | Marsiglia   |
|    | Tommaso Baggi Necchi | P     | 20 settembre 2003 | AN Brescia  |
|    | Francesco Cassia     | CV    | 29 marzo 2002     | Ortigia     |
|    | Mario Del Basso      | CB    | 14 novembre 1998  | AN Brescia  |

## Riconoscimenti
- Squadra dell'anno FINA: 2019

## Riepilogo cronologico medaglie (Olimpiadi, Mondiali, Europei)
| Competizione                                   | Oro    | Argento | Bronzo |
| ---------------------------------------------- | ------ | ------- | ------ |
| 6^ Europeo (Montecarlo, 14 settembre 1947)     | Italia |         |        |
| 14^ Olimpiade (Londra, 7 agosto 1948)          | Italia |         |        |
| 15^ Olimpiade (Helsinki, 2 agosto 1952)        |        |         | Italia |
| 8^ Europeo (Torino, 5 settembre 1954)          |        |         | Italia |
| 17^ Olimpiade (Roma, 3 settembre 1960)         | Italia |         |        |
| 2^ Mondiale (Colombia, 26 luglio 1975)         |        |         | Italia |
| 21^ Olimpiade (Montreal, 27 luglio 1976)       |        | Italia  |        |
| 14^ Europeo (Svezia, 21 agosto 1977)           |        |         | Italia |
| 3^ Mondiale (Berlino, 27 agosto 1978)          | Italia |         |        |
| 5^ Mondiale (Madrid, 22 agosto 1986)           |        | Italia  |        |
| 18^ Europeo (Francia, 23 agosto 1987)          |        |         | Italia |
| 19^ Europeo (Germania Ovest, 20 agosto 1989)   |        |         | Italia |
| 25^ Olimpiade (Barcellona, 9 agosto 1992)      | Italia |         |        |
| 21^ Europeo (Regno Unito, 8 agosto 1993)       | Italia |         |        |
| 7^ Mondiale (Roma, 14 settembre 1994)          | Italia |         |        |
| 22^ Europeo (Austria, 27 agosto 1995)          | Italia |         |        |
| 26^ Olimpiade (Atlanta, 28 luglio 1996)        |        |         | Italia |
| 24^ Europeo (Italia, 11 settembre 1999)        |        |         | Italia |
| 25^ Europeo (Ungheria, 24 giugno 2001)         |        | Italia  |        |
| 10^ Mondiale (Barcellona, 16 luglio 2003)      |        | Italia  |        |
| 29^ Europeo (Croazia, 11 settembre 2010)       |        | Italia  |        |
| 30^ Olimpiade (Londra, 12 agosto 2012)         |        | Italia  |        |
| 31^ Europeo (Ungheria, 27 luglio 2014)         |        |         | Italia |
| 31^ Olimpiade (Rio de Janeiro, 20 agosto 2016) |        |         | Italia |
| 19^ Mondiale (Budapest, 3 luglio 2022)         |        | Italia  |        |
| 36^ Europeo (Croazia, 16 gennaio 2024)         |        |         | Italia |
| 21^ Mondiale (Qatar, 17 febbraio 2024)         |        | Italia  |        |